# NGC 852
NGC 852 је спирална галаксија у сазвежђу Еридан која се налази на NGC листи објеката дубоког неба.
Деклинација објекта је - 56° 44' 12" а ректасцензија 2h 8m 55,2s. Привидна величина (магнитуда) објекта NGC 852 износи 13,4 а фотографска магнитуда 14,2. Налази се на удаљености од 78,487 милиона парсека од Сунца. NGC 852 је још познат и под ознакама ESO 153-26, PGC 8195.